# もし高校野球の女子マネージャーがドラッカーの『マネジメント』を読んだら
『もし高校野球の女子マネージャーがドラッカーの『マネジメント』を読んだら』（もしこうこうやきゅうのじょしマネージャーがドラッカーのマネジメントをよんだら）は、岩崎夏海による日本の小説。また、同書を原作とする漫画、テレビアニメ・映画作品。
略称は「もしドラ」で、アニメではこちらが多用される（後述）。

## 概要
岩崎が自身のはてなダイアリーで2008年7月11日に書いた同名の記事を読んだダイヤモンド社の編集者が岩崎に企画を持ちかけて制作された。イラストはゆきうさぎ、背景は益城貴昌（bamboo）がそれぞれ担当している。
公立高校の弱小野球部でマネージャーを務める女子高生・川島みなみが、ピーター・F・ドラッカーの著した組織管理論手引書『マネジメント』を偶然書店で手に取ったことを契機に部の意識改革を進め、甲子園を目指すというストーリーで一見、萌え本やライトノベルを意識したかのような装丁が採り入れられているのが特徴となっている。
2010年3月に第1回サムライジャパン野球文学賞特別賞（ベストナイン）を、同年12月に第45回書店新風賞を、2011年3月に第16回AMDアワード優秀賞を受賞。2010年7月22日、発行元のダイヤモンド社は本書が1913年（大正2年）に同社が創業して以来初のミリオンセラーとなったことを発表。オリコンランキングでの推定実売部数は、2010年10月18日付で100万部を2011年4月18日付で200万部それぞれ突破した。この間、2011年2月21日付ランキングの時点で179.7万部となり、総合部門で歴代1位となっている。2015年12月時点で累計部数は280万部を記録している。オリコン2010年年間“本”ランキング、トーハン2010年書籍年間ベストセラー、日販2010年度年間ベストセラー、Amazon.co.jp Best Books of 2010和書総合部門でいずれも総合1位を獲得している。こうした好調なセールスを受けて、2010年秋から2011年夏にかけて後述のようにアニメ化・漫画化・映画化とメディアミックス企画が相次いで展開された。
主人公の川島みなみは峯岸みなみをモデルにしている。また、映画版の田中監督と原作・脚本の岩崎によるコメンタリーの中で、北条文乃は渡辺麻友がモデルであると明かしている。2011年6月公開の映画では前田敦子が主役を演じることとなった（後述）。なお峯岸は北条文乃を演じる（後述）。オーディオブック版の朗読を仲谷明香が担当、仲谷はその後アニメ版で文乃役としても出演している。
2015年12月5日、ドラッカーの『イノベーションと企業家精神』を題材とした続編『もし高校野球の女子マネージャーがドラッカーの『イノベーションと企業家精神』を読んだら』（もしイノ）が発売された。

## あらすじ
川島みなみは東京都立程久保高校2年生。7月の半ばに、病に倒れた親友で幼なじみの宮田夕紀に頼まれ、野球部のマネージャーを務めることになった。マネージャーになる際に、「野球部を甲子園に連れて行く」という目標を立てるが、監督や、幼なじみでキャッチャーの柏木次郎を始めとする部員らの反応はやはり冷めたものであった。
事実、全国屈指の激戦区である西東京地区を勝ち抜くことは、現在の程高の実力では到底無理で、甲子園出場など夢のまた夢。さらに部内でも部員のやる気のなさや、監督の加地とエースピッチャー浅野との確執など、問題が山積していた。だが、逆境になるほど闘志を燃やすタイプの彼女は、諦めるどころかやりがいを感じていた。
まずはマネージャーのことを理解しようと、書店で「マネジメント」の本を探すみなみは、店員に薦められるままにドラッカーの『【エッセンシャル版】マネジメント〜基本と原則〜』を購入する。だが、それが起業家や経営者のための本だったことを知り、後悔する羽目になる。
気を取り直して、初めは参考程度に読み進めていたみなみは、本文にあった「マネジメントに必要な唯一の資質は真摯さ」という言葉に衝撃を受け、なぜか号泣してしまう。その後、彼女はこの本の内容の多くが野球部の組織作りに応用できることに気付き、次第に夢中になっていく。
こうして組織や団体、機関の管理者としてのマネージャーの資質、組織の定義付け、マーケティングやイノベーションの重要性など、『マネジメント』を通じて様々なことを学んだみなみは、自分が「マネージャー」となって野球部をマネジメントできないものかと考えていく。夕紀や加地、後輩マネージャーの文乃、同じく『マネジメント』を愛読している二階らに協力を仰ぎ、『マネジメント』で学んだことを野球部の運営に当てはめ、部をより良くしていく方策を次々と実践していく。
『社会に対する貢献』を視野に入れた彼女のマネジメントは、野球部のみならず同校の柔道部や家庭科部等、程高の他のクラブにも好影響を与えていく。程高野球部が打ち出した「ノーバント・ノーボール」作戦は、後に高校野球にイノベーションを起こし、「程高伝説」と呼ばれるまでになる。
西東京地区予選を破竹の快進撃で決勝まで上り詰め、甲子園にリーチをかけた程高野球部。しかし決勝戦を前に、突然の悲劇がみなみを襲う。

## 登場人物
「声」はアニメ版の声優・「演」は映画版の配役。身長はアニメ版の設定。

### スタッフ
川島 みなみ（かわしま みなみ）
声 - 日笠陽子 / 演 - 前田敦子/中田えな（幼少期役）
本作の主人公。都立程久保高校の2年生。身長160cm。
赤色がかった茶髪茶眼が特徴。髪型はポニーテール。明るく社交的な性格。少々早とちりな面があるものの、初心を貫き通す強い意志と行動力を持つ。他方で非常に繊細なところもあり、一度落ち込むと立ち直るのに時間がかかる。学業こそ平均的であるが、頭の回転や物覚えは早い。原作では三姉妹の末っ子であることが明かされ、未登場の姉2人がいる。また、小学生の頃に父方の祖父を亡くしている。アニメでは料理の腕が壊滅的で、おにぎりにカスタードクリームを入れていたほど。
物語当初は帰宅部だったが、少年野球をやっていた過去があって運動神経はよく、時折バッティングセンターで快音を響かせている。諸事情により野球を嫌悪していたが、7月の半ばに入院した親友の宮田夕紀に頼まれ、野球部マネージャーになる。
親友の夕紀の回復を願い、マネージャーとして野球部のみならず程高全体を変える様な大活躍を見せていたが、決勝戦当日早朝にその夕紀が急逝。目的を見失った彼女は荒れ狂い、制止のために次郎から平手打ちを喰らってしまう。さらに他の部員たちから夕紀の真意を聞かされ、ついには集合場所から逃げ出すがしばらくして追いかけて来た文乃に説得され、遅れながらも球場に到着する。
始めこそ沈んでいた彼女だが、1年前とは見違える様な部員のプレーに感動し、夢中になって応援する。
アニメでは、ラストシーンで夕紀の形見の麦わら帽子を被るために髪を下ろしている。甲子園では緊張のあまり、マネジネントを手放せずにいる。
宮田 夕紀（みやた ゆうき）
声 - 花澤香菜 / 演 - 川口春奈
みなみの親友。身長155cm。
ベージュのロングヘアと黄緑色の瞳が特徴。おしとやかで心優しい性格。 趣味は手芸。幼少時から病弱で、入退院を繰り返していたが、中学時代には小康を保つ。
少年野球時代のみなみの活躍を見て大の野球好きになり、その時の感動を再び味わいたくて、程高入学と同時に野球部に入部しマネージャーとなる。温和で人と分け隔てなく接する人柄に、監督や部員たちから信頼され慕われていたが、2年生の夏の都大会予選終了後に体調を崩し、市立病院に入院。マネージャー休業を余儀なくされてしまう。実は入院した段階で医者から余命4か月を宣告されており、自身もある程度覚悟できていたようだが、みなみにはなかなか打ち明けられずにいた。
みなみが野球嫌いになった理由と、その心情を知る数少ない存在で、中学時代に失意のどん底にあったみなみを傍らで励まし続け、立ち直らせた人物でもある。みなみがマネージャーを引受けたのも、彼女に対する恩返しのためにその願いを叶え、彼女に元気を取り戻させることが理由だった。
マネージャー業を始めたみなみに今度はマーケティングを頼まれ、快く引き受ける。また、その人柄でお見舞い面談も成功させると同時に、部員たちに漠然とだがみなみの情報も伝える等、みなみが知らない所でもマネジメントをしっかりサポートする。
後にみなみが野球部にとって不可欠な存在になったことを確信した彼女は、4月に監督や部員を集め、重大な願いを託す。決勝戦前夜に容態が急変して亡くなるが、彼女の願いはみなみが球場に到着すると同時に気配として現れ、部員たちに勇気を与える。
アニメと映画では名前のイントネーションが異なる（アニメではゆうき、映画ではゆうき）。
作者の発言（大島優子のフォトブックより）によると、モデルは大島優子。
北条 文乃（ほうじょう あやの）
声 - 仲谷明香/ 演 - 峯岸みなみ
みなみ・夕紀の後輩。身長162cm。原作やコミック版では小柄だが、アニメ版ではみなみよりも長身。
青紫色のショートボブと瞳が特徴。学年トップの秀才。内気で人見知りが激しく、頑固なところがある。「え、あ、はい」が口癖。
初見でみなみが話かけた時は、緊張したあまり逃げ出してしまう。その上「優秀だが無表情でアンドロイドのよう」と中学校の頃にいじめられたのがきっかけで「優等生」扱いされることをひどく嫌っており、相手に悪意がなくても「優等生」と呼ばれると激昂してしまう。みなみはおろか、夕紀までもその”洗礼”を受けている。
そのため、さすがのみなみからも初めは苦手に思われてしまい、夕紀とも知り合い程度の関係だった。しかしお見舞い面談の時に実は優しい夕紀に憧れており、将来は自分も夕紀のようになりたいと願う自身の想いを告白。それがきっかけで、夕紀はもちろん、みなみともすっかり親しくなる。この時いじめられても不登校に陥らなかった芯の強さや、一度打ち解けた相手とは親しく会話ができる等の長所があることが判明する。
その後、彼女の聡明さや誠実さ、更に野球に対する知識の多さに気付いたみなみに監督の補佐を頼まれると、その活躍を認められ次第に自信を着けていく。
更にラスト近くでは驚異の精神力と意外な運動能力を見せる。「みなみを野球部に引き止めて」と言う夕紀の願いを胸に、逃げ出したみなみを30分以上も追いかけ、遂に確保すると、「逃げてはダメです！」とみなみを説得し球場に連れて行く。1年前に自分から逃げ出した彼女の変身ぶりにみなみも驚くばかりだった。
陳 花江（ちん はなえ）
声 - 門田幸子
アニメ版オリジナルのキャラクターで、第3話から登場。文乃と同じ1年生で、身長は168cm。濃い青緑のロングヘアと濃い緑の瞳が特徴。
高校入学後目的が見いだせず、部活動に所属せず遊び歩いていたため、周囲からは不良娘と思われて敬遠されていた。度胸の良さを買われてみなみに野球部へスカウトされ、マネージャーに就任。
本来の性格は少々短気で勝ち気だが、明朗快活で正義感の強い江戸っ子気質。また、誰とでもすぐ親しくなれると言う長所も持っている。ミスをした祐之助を追い回したり、ピンチになると、「ああ、もうダメだあ〜！」と叫ぶ等、コミックリリーフとしても活躍を見せる。
なお、原作にも彼女の原形と思われるキャラが登場する。
加地 誠（かち まこと）
声 - 津田健次郎 / 演 - 大泉洋
20代後半の社会科教師で程高野球部の監督。自身も程高OBで、野球部で野手を務めていた。その後、一浪して東京大学へ進学。東大でも野球部に所属し、教員免許を取得した後、再び程高へ。赴任当初はコーチだったが、直後に監督が解任され、繰り上がりで監督に就任する。前監督が解任されたのは部員に暴力を振るい部員の親に訴えられたのが原因であり、それを目の当たりにした加地は部員を怖がり、距離を置くようになる。
本来は強い情熱の持ち主だったが、部員を怯えるあまり指導に熱が入らず、練習中の緩慢な動きや練習をサボっても注意をしないため、野球部に蔓延するやる気のなさの一因になっている。
夢は高校野球の監督になって甲子園に行くことだが、部員と分かり合えないことで理想と現実のギャップに苦しんでいる。
また、夏の予選で、慶一郎が「ショートの祐之助がエラーをしたことで気分を害した」と判断して交代をしたことで後々まで恨まれることになり、彼が練習をサボる原因を作ってしまう。
みなみの「程高を甲子園に連れて行く」という発言に無理と言ったり、誤解を解くために慶一郎と話し合うように懇願する彼女に対し、自分では無理とはぐらかすような返事をしたりと、当初は保身的で消極的な部分があった。
しかし、みなみが企画した夕紀のお見舞い面談に理解を示すなど、徐々にみなみに期待し何とか現状を打開しようと考えるようになる。そして、地区予選で大敗し遂に野球部が分解、という時に「フォアボールを出したくて出す投手なんていない!」と慶一郎を擁護、それが元で部の不穏な空気も一掃され、監督としての自信を取り戻す。
その後はみなみたちのマネジメントを元に、「ノーバント・ノーボール作戦」という大胆な作戦を打ち出していく。なお、犠牲バントと意図的な敬遠を侮辱行為として激しく嫌悪している。犠牲バントをアウトを献上するだけと評しその分盗塁を多用する戦術を取るが、実際は盗塁死も多い。一方、同じバントでも打者が生きる場合はむしろ歓迎している。
憧れの監督として池田高校の蔦文也と、取手二高の木内幸男（当時：常総学院監督）の名を挙げている。

### 部員
浅野 慶一郎（あさの けいいちろう）
声 - 柿原徹也 / 演 - 瀬戸康史
物語スタート時は2年生で、野球部エースのピッチャー。1年の頃からエースナンバーを付けるなど、ピッチャーとして非凡なものを持っているが、夏の予選で交代させられたのを不服に感じ、ふてくされて練習をサボっている。
性格は夕紀曰く、「子供のように無邪気で素直」。良い時は明るく素直だが、気に食わないことがあるとへそを曲げてすねてしまう。
ピンチになるほど闘志を燃やすエースらしい一面があるが、スタミナ面が弱点。力が入り過ぎて制球を乱し、四球を出すことがある。
練習の不真面目さと四球癖が元で、野手陣との間に不穏な空気が流れている。これにはみなみでさえ、「試合になるとサボらず出てくるのね」と皮肉られ、野球部の雰囲気の悪さの元凶になっている。
しかし、地区予選後の事件が解決したのをきっかけに人が変わった様に真面目に練習するようになり、新たな練習法導入もあって更に実力を上げていく。
こうしてみなみのマネジメントに対し特に感謝する一人となった彼は、決勝戦当日、夕紀の死に荒れるみなみを殴った次郎と喧嘩になってしまう。しかしその後決勝戦に間に合い、応援を始めたみなみの姿をマウンドから見つけて喜び、奮起を誓う。
柏木 次郎（かしわぎ じろう）
声 - 陶山章央 / 演 - 池松壮亮
2年生でキャッチャー。チームの中ではムードメーカーとしても活躍している。みなみや夕紀とは幼なじみ。みなみとは家が近所で、小さい頃はよく互いの家を行き来しており、少年野球のチームメイトになってからは、一緒に練習したりバッティングセンターに行ったりしていた。
野球部の中では比較的真面目で、明るく気だても良いが、超鈍感で人の話を全く聞いていないことが多い。また、悪気はなくても「三回戦位が関の山」等と、思ったことをすぐに口に出してしまうために、みなみに叱られることも。
エースである慶一郎とバッテリーを組む機会が多いが、エラーでピンチになると四球を出しがちな慶一郎を苦々しく思っており、野手のエラーで腐ってしまってわざとやっているのではないかと疑っている。一方、そんな彼も漫画版では試合中に表情をすぐ顔に出してしまうと言う、キャッチャーとしては重大な弱点があることを、みなみや文乃から指摘されている。
実は部員の中ではただ一人、初めからみなみが野球嫌いであることを知る人物。さらに先述の性格が災いして、みなみから疎まれている。しかし、少年野球を通じてみなみの性分を誰よりも理解しており、部員の中でもいち早く彼女の活躍を認め、心から感心しているのも実は彼である。また、彼自身はみなみとの和解を切望している。
しかし決勝戦の朝、目的を失い荒れたみなみを制止するため、彼女に平手打ちを食らわせ、それを見た慶一郎に殴られてしまう。そのことを引きずってか決勝戦の始めはミスを連発するも、みなみの到着と共に調子を戻し、自ら追い上げムードを作る。本塁打を打った後に、朽木と交代でベンチに戻り、みなみと事実上和解する。
なお、男性キャラではただ一人、ゆきうさぎがキャラクターデザインを手掛けている。そのためか、アニメ版と漫画版で外見の差異が小さい。
星出 純（ほしで じゅん）
声 - 細谷佳正 / 演 - 入江甚儀
2年生でキャプテン。名門私立の強豪校からスカウトされるほど才能溢れる選手だが、「そのまま野球を続けてプロに行くのは、リアリティを見出せなかった」と、スカウトを全て断って一般入試で程高に入学。しかし、今度は「私立へ行っていたら、どこまでできたのか」と後悔の念が立ち、自分の実力を見極めるために野球部へと入部した。
入部後すぐにレギュラーになり野球部の中心選手になると、当然のようにキャプテンに任命される。周囲の評判と違い誠実で謙虚な性格で、キャプテンとしての任務はきちんとこなすが、やや無口なこともあってチームメイトにも気を遣わなければならないキャプテンの仕事に負担を感じ、内心野球に専念したいと思っている。
その後はマネジメントが上手く動き出した野球部に手応えを感じ、ついに選手に専念することを決意加持監督にも快諾されるが、後任のキャプテンには意外な人物が任命される。
一選手に戻ったことで却ってチーム全体を見渡せる様になった様で、決勝戦では自身の活躍よりチームの勝利を優先させ、地味ながら堅実なプレーを見せる。セーフティバントを決める巧打力と俊足をもっており、しかも相手野手のエラーで二塁にも進塁出来るなど、強運の持ち主でもある。
アニメ版と漫画版とで外見が大きく異なる一人。前者では外見はスター選手らしい華やかさを持つのに対し、後者では長身でやや地味な印象を受ける。
二階 正義（にかい まさよし）
声 - 浅沼晋太郎 / 演 - 鈴木裕樹
2年生で補欠。礼儀正しく、部員の中で事実上ただ一人、初めからみなみを歓迎している。
練習では最初にグラウンドに出て、最後までグラウンドに残ると言う、非常に真面目な選手だが、野球の下手さも抜群で、キャッチボールで送球を相手の胸に返すことすらまともにできない。本人もそのことにコンプレックスを抱いており、一生懸命練習に励んでいる。
それもそのはず、実は運動部に入部するのは高校が初めてで、野球も勿論初めて。進学校である程高でも成績は学年内トップクラスの優等生で、将来は起業家になるのが夢。入部動機は、企業の経営者は体育会系が多く、経営者の資質であるリーダーシップや行動力を学ぶことと、野球部の経歴が就職の時に何かと有利だから。
ドラッカーの大ファンで、著書はほとんど所持している。『マネジメント』はエッセンシャル版だけではなく完全版も所持している。
その人柄と素養を買われ、みなみからマネージャーへの転身を勧められるが、初めはこんな自分でも何とかレギュラーになりたいからと誘いを断っていた。しかし彼女のマネジメントが効果を上げる様子を見て、マネージャーになることを決意する。その後はマネジメントを元に積極的に野球部改革に乗り出し、みなみの良き相談相手となる。
ラスト近くで荒れて次郎に殴られ、心身共に弱ったみなみに最初に声をかけたのが彼だった。しかし、みなみを立ち直らせたいとの願いは通じず、逃げ出したみなみの追跡を文乃に託す。
彼もまたアニメ版と漫画版とで外見が大きく異なる。アニメ版では短髪のいわゆるメガネキャラなのに対し、漫画版では髪は長めで眼鏡をかけていない。
朽木 文明（くつき ふみあき）
声 - 赤澤涼太 / 演 - 矢野聖人
2年生で外野手レギュラー。アニメでは坊主頭が特徴。100m走で現役陸上部員を負かすほどの俊足の持ち主。だが打撃のほうはからっきしで、守備もそれほど上手くない。塁に出れば盗塁を決めることができるが、出塁率が低いので活躍の場が少なかった。そのことで負い目を感じ、野球を続けるべきか悩んでいる。
陸上部にパイプがあり、陸上部に来ないかと誘われていたが、マネジメントが上手くいきだすと、逆に陸上部を更に盛んにするきっかけとなる。
3年時の夏の予選でついにスタメンから外されるが、これは「打順を固定せず、ここぞという時にピンチランナーとして使いたい」という加持監督の意向であり、背番号はスタメン扱いを示す7を受け取っている。
桜井 祐之助（さくらい ゆうのすけ）
声 - 中西英樹 / 演 - 西井幸人
物語スタート時は1年生で内野手レギュラー。野球一家の三男坊で、小さい頃からずっと野球を続けてきた。そのため野球センスに非常に優れ、夏の大会では1年生ながらショートのレギュラーを獲得する。
しかし、その大会でエラーをして負けてしまったことで挫折を味わい、「自分は野球を面白いと思ったことがない」ことに気付いてしまう。 それ以降野球対する情熱をなくしてしまい、大きな悩みになっている。アニメでは一度部活をサボり、花江と遊び回った時期も。
しかし憧れの夕紀に、彼女が野球好きになったきっかけとなった『ある選手』の話を聞かされ、奮起するようになる。
決勝戦では、その日の朝に他界した夕紀への想いを胸に大事な場面でバッターボックスに立つが、その姿は一年前の彼とは違った。
かなり気が弱いものの、本来の性格は真面目で優しい。アニメでも漫画でも外見の差異が少なく、小柄な少年として描かれている。
新見 大輔（にいみ だいすけ）
声 - 内匠靖明 / 演 - 松島庄汰
1年生で控え投手。程高野球部の2番手ピッチャー。祐之助と同学年だが主要部員の中では大柄で、部員一の大食い。そのためアニメでは、みなみのカスタードおにぎりの犠牲になってしまう。
慶一郎を尊敬しており、体格を生かした豪快なピッチングをするが、投手としての実力は今ひとつ。ただしおおらかな性格で精神面で慶一郎より安定している。
マネジメントによる練習改革で腕を上げ、みなみたちが3年生の時の夏の予選では何試合か登板し、好投を見せる。
決勝戦の朝、次郎と慶一郎が喧嘩を始めた時は、 祐之助と共に仲裁に入っている。
田村 春道（たむら はるみち）
声 - 新垣樽助 / 演 - 野村周平
祐之助や大輔たちより1年後に入部した野球部の新入部員 。右投げ左打ち。
守備力は有るものの打撃は不得手で、中学時代の3年間は一度もレギュラーに上がれなかったが、練習は大好きで休まなかったのが自慢。他の部員と違って「甲子園に行くのが夢」と公言している。アニメで入部希望者が殺到し、整理のためにみなみが面談をした時も、面と向かってこの目標を伝えたことが入部を認められる決め手となった。
真面目に練習を続けた甲斐があって、夏の予選ではレフトとしてスタメンに選ばれる。但し朽木の項にある理由から、背番号は19である。
原作でも朽木の代りにスタメンになった部員として名前は登場するが、アニメ化される段階で容姿、性格共に明確にされたキャラクターの一人である。ちなみにアニメ版では、これまでの練習量が多いせいか肌は浅黒いのが特徴で、性格も真面目で礼儀正しく、明朗快活なムードメーカーとなっている。
堂島 健太（どうじま　けんた）
アニメでの程高野球部の主要メンバーの一人。一平均的男子学生を思わせる風貌で、髪も瞳も黄金色。夏の高校野球予選では背番号3番でファーストだった。
これと言って問題のない、（どちらかと言えば良い意味で）普通の部員としての側面を持ち、特に出番が多かった。彼の何気ない発言が野球部の問題解決のきっかけになることもある。
滝本 誠（たきもと　まこと）
声 - 高坂篤志
アニメでの程高野球部の主要メンバーの一人。黒に近い角刈りでいかつい顔と体形が特徴。夏の高校野球予選では背番号4番でセカンドだった。
堂島同様アニメオリジナルキャラの中では出番が多く、堂島との会話が『普通の部員の意見』としてみなみに問題点を気付かせることも多かった。
柳沢 英伸（やなぎさわ　えいしん）
アニメでの程高野球部の主要メンバーの一人。夏の高校野球予選では打順2番でセンターだった。
袴田 健三（はかまだ）
アニメでの程高野球部の主要メンバーの一人。夏の高校野球予選では打順3番でライトだった。

### その他
宮田 靖代（みやた やすよ）
声 - 平田絵里子 / 演 - 西田尚美
夕紀の母親。年齢不詳。娘の入院中はずっと付き添って世話をしている。みなみのことは小さい頃から知っており、夕紀がお見舞い面談をすることに快諾してくれるなど、みなみには非常に好意的。
病気で塞ぎがちな娘が、みなみと共にマネジメントに取り組むことで活き活きとしてくる様子を見て心から喜ぶが、実は今回の入院直後、娘の容態について早くから知らされていた。
原作でも重要キャラだが、アニメや漫画化される際、初めてビジュアルが発表された一人である。髪や瞳の色は娘とほぼ同じで、髪はゆるくウェーブのかかったショートボブである。
小島 沙也香（こじま さやか）
声 - 西口杏里沙 / 演 - 仲原舞
みなみたちと同じ程高2年生で女子陸上部キャプテン。部員の出席率の悪さに頭を悩ませていたが、野球部の変貌ぶりを目の当たりにし、文明をツテにしてみなみを訪ねてくる。
マネジメントのおかげで部の問題が解消されただけでなく、自身のタイムも上がり驚く。
原作にも登場するが、アニメで初めてキャラクターが発表された。みなみよりやや長身で、明るい褐色の髪をショートにしているためボーイッシュな印象を受ける。性格は外見通り快活でしっかりしており、みなみを圧倒することも。
俵（たわら）
声 - 小見山佳巳
女子柔道部部長。他の部と同様、部員のモチベーションの低さや状況改善がうまくいかないことに悩んでいたが、二階主導による野球部との合同練習で、ピッチャーの二人の下半身筋力強化の指導をすることになる。
チアリーダー部部長
演 - 山本麻貴
吹奏楽部と同様、自身のレベルの低さに悩んでいたが、みなみのマネジメントによって力量の向上をはかる。のちに吹奏楽部とともに野球部応援の要となっていく。
吹奏楽部部長
二階の提案で野球部の応援に参加することを承諾。もともと部員数も少なく、部員のやる気も乏しく、交流試合の応援として呼ばれることもなかったが、マネジメントにある「社会への貢献」の一環として野球部と交流を持ったことをきっかけに部員たちもやる気を発揮し、試合での応援グループの中では必要不可欠な存在となっていく。
斎藤菜々子　（さいとう　ななこ）
声 - 瀬戸麻沙美 / 演 - 信江勇
家庭科部の部長。料理をメインに行動していた家庭科部はそれなりに活気はあったものの、試作した料理を部員同士で評価するだけの活動だったので、その意欲は頭打ちになっていた。そんな折、マネージャーに転身した二階より試食及び感想提出の提案があり、これを受ける。野球部員からの忌憚のない意見に向上心を刺激され、当初は週に1度の試食会がのちに毎日のように行われるようになる。
加藤（かとう）
声 - 竹本英史
高校野球準優勝の経験もある修北高校の野球部員でプロチームのスカウトマンも注目する剛腕ピッチャー。中学校時代は星出純と同じチームに所属し、同じ強豪高へ進学して一緒に甲子園に行こうと約束していたが、純が離脱したために修北では一枚看板となった。地区予選準決勝で程高と対戦、敗退した。
アニメオリジナルキャラクターだが、原作にも相当するキャラクターは登場している（ただし準決勝ではなく決勝で、中学時代の純とチームメイトであった以外は設定がない）。
奥沢 桃（おくさわ もも）
漫画版オリジナルの登場人物。東鳳大学に通う女子大生。22歳。書店でアルバイトをしており、店を訪れたみなみに「マネジメントに関する本」を探していると相談を受け、以前に大学の授業で教授に薦められて自分も購入した『マネジメント』を思い出してみなみに紹介する。
玉川 茉莉（たまがわ まり）
声 - 中島愛
アニメ版オリジナルの登場人物。程高の所在地である東京都日野市出身の人気歌手。18歳。パーソナリティを務めるラジオ番組は程高の生徒にもリスナーが多く「たままり」の愛称で親しまれている。
作中ではポスターとラジオでのみ登場しており、本人は出てきていない。
書店主・保谷
演 - 石塚英彦
マネージャーの本を探して書店に入ったみなみに、何の気なしに『マネジメント』を渡す。設定は桃よりも原作に近い。
書店の客
演 - 青木さやか
決勝戦の主審
演 - さいたまんぞう

## ドラッカーの『マネジメント』と、みなみのマネジメント
組織の定義付け
あらゆる組織において（中略）努力を実現するためには「われわれの事業は何か。何であるべきか」を定義することが不可欠である。
「顧客は誰か」という問いこそ、個々の企業の使命を定義するうえで、最も重要な問いである。
- 「顧客は誰か?」→お金を出してくれる親、部費や施設を提供してくれる学校や応援してくれる生徒、東京都、高野連、試合を見てくれる全国の高校野球ファン、そして実際にプレーをする野球部員。
- 「野球部は何のための組織か?」→上記の顧客に対し、感動を与えるための組織。

マーケティング
真のマーケティングは顧客からスタートする。すなわち、現実、欲求、価値からスタートする。「われわれは何を売りたいか」ではなく、「顧客は何を買いたいか」を問う。「われわれの製品やサービスにできることはこれである」ではなく、「顧客が価値ありとし、必要とし、求めている満足はこれである」という（抜粋）。
- みなみは、野球部員へのマーケティングの手段として「お見舞い面談」を実施する。当初はみなみがやろうとしていたが、部員たちはどこか他人行儀でよそよそしかった。そこで、彼らとの付き合いが長く、話し上手な夕紀に彼らの現実、欲求、価値を聞き出せないものかと考えたもの。一人ずつ夕紀の病室に呼び出し、お見舞いがてらに話を聞き、部員らの現実、欲求、価値を、どんどんと引き出していった。

成果と働きがい
マネジメントは、生産的な仕事を通じて、働く人たちに成果を上げさせなければならない。働きがいを与えるには、仕事そのものに責任を持たせなければならない。そのためには、以下のものが不可欠である。
1. 生産的な仕事 - マネジメントで重要なファクターとなるマーケティング業務を夕紀に一任し、自分の仕事が野球部に貢献していることを、彼女に実感してもらった。
2. フィードバック情報 - 面談が終わった後に反省会を開き、みなみは夕紀に自分の評価や感じたことを率直に伝えた。
3. 継続学習 - みなみは夕紀に、ドラッカーの『マネジメント』を読んでもらった。また、どうやったら効率的なマネジメントができるかを話し合い、『マネジメント』以外の本も読んでもらった。

## 書誌情報
- 2009年12月4日発売 ISBN 978-4-478-01203-1
  - 電子書籍版は、iOS版が2010年4月28日より（当初はiPhone・iPod touch向け、7月13日よりiPadにも対応）、GALAPAGOS版が2010年12月10日より、Android版が2011年4月16日より、それぞれ販売開始している。

## オーディオブック
2010年9月10日、オーディオブック配信サイトFeBeより発売。朗読はAKB48の仲谷明香。オーディオブック特典として、仲谷明香×岩崎夏海対談が収録されている。収録時間6時間40分25秒。オトバンク主催の「オーディオブックアワード2010」においてオーディオブック・オブ・ザ・イヤーを受賞した。

## 漫画
集英社発行の漫画雑誌『スーパージャンプ』（SJ）で2011年第2号（2010年12月22日発売）から漫画化作品が連載されている。作画は椿あす。2011年第16号（2011年7月27日発売）より月一連載に移行、SJの休刊・『ビジネスジャンプ』との統合に伴い、2011年第20号（2011年9月28日発売）でSJでの連載を終了し、2011年12月創刊の新月刊誌『グランドジャンプPREMIUM』（GJP）に移籍、後に2012年9月発売の10月号でGJPでの連載も終了した。同号の誌面上で『グランドジャンプ』公式ウェブサイト上での連載再開予定が告知されたが、2020年9月現在、連載は中断したままである。
シナリオは岩崎が新たに書き下ろしたものを使用しており、原作にはない新たなエピソードや漫画版オリジナルのキャラクターも盛り込まれている。これについて岩崎は第1巻の中で、担当編集者から「小説版と同じものにしたくない、何か付加価値をつけたい」と、単なる小説の焼き直しにしないことを要請され、付加価値として小説では紙幅の関係で描けなかった設定やキャラクター、エピソードを追加している、としている。このことを行おうとした理由として、小説上では設定や事細かい描写を出さずにその事実のみを記述したのだが、小説を読んだ読者の中にはそのことの理解や想像ができないことを知り、彼らがよりよく理解できるために細かい描写を盛り込むことにしたという。
第1回 - 第7回、第9回では、本編の後に原作者の岩崎がゲストを迎えて対談を行う「もしドラ SUPER INTERVIEW」のコーナーが1ページ挿入された。

### もしドラ SUPER INTERVIEW
| 回数      | ゲスト   |
| --------- | -------- |
| 第1 - 7回 | 上田惇生 |
| 第9回     | 前田敦子 |

### 単行本
1. 2011年5月7日初版発行（同月2日発売） ISBN 978-4-08-859883-3
2. 2012年2月22日初版発行（同日18日発売）ISBN 978-4-08-858787-5
3. 2012年11月19日初版発行 ISBN 978-4-08-858796-7

## テレビアニメ
テレビアニメ版が2011年4月25日から5月6日にかけて、NHK総合テレビで放送された。全10話。
アニメ化の告知は2010年10月に発表され、当初の予定では2011年3月14日から3月25日まで集中放送されることになっていた。しかし2011年3月11日に発生した東日本大震災（東北地方太平洋沖地震及び東京電力・福島第一原子力発電所事故）に伴う非常報道体制の影響で放送延期となり、集中放送を4月25日から、レギュラー放送を4月29日（4月28日深夜）からの毎週木曜深夜（日付上は金曜未明）に実施した。
アニメ版の正式タイトルは原作と同じ「もし高校野球の女子マネージャーがドラッカーの『マネジメント』を読んだら」であるが、タイトルが極端に長いため番組表などでは一貫して略称の「もしドラ」が用いられており、タイトルロゴのデザインもこの略称を強調したものとなっている。
冒頭のナレーションは、NHKアナウンサー（当時）の三宅民夫が担当。
アニメの放送に合わせ、東京・原宿のARTIFACT地下1階に程久保高校 表参道購買部（ほどくぼこうこう おもてさんどうこうばいぶ）が2011年4月2日から6月30日までの期間限定で開店した。店内ではキャラクター商品や原作小説及び『マネジメント』を始めとするドラッカー関連書籍の販売、アニメの関連資料展示などが行われた。
2011年8月16日19:30 - 20:45に、総集編『もしドラ 再び』が放送された。

### スタッフ
- 原作 - 岩崎夏海
- キャラクター原案 - ゆきうさぎ
- 監督 - 浜名孝行
- シリーズ構成 - 藤咲淳一
- キャラクターデザイン・総作画監督 - 宮川智恵子
- プロップデザイン - 幸田直子
- 美術監督 - 大野広司
- 色彩設計 - 田中美穂
- 撮影監督 - 荒井栄児
- 編集 - 植松淳一
- 音楽 - 佐藤準
- 音響監督 - 平光琢也
- アニメーションプロデューサー - 大上裕真
- アニメーション制作 - プロダクション I.G
- 制作統括 - 斉藤健治、柏木敦子、石川光久
- 制作・著作 - NHK、NHKエンタープライズ、プロダクションI.G

### 主題歌
オープニングテーマ「夢ノート」
作詞・作曲・歌 - azusa / 編曲 - azusa・t.sato & r.wat
※第10話では挿入歌としても使用。
エンディングテーマ「大好きだよ」
作詞 - 瀬名恵 / 作曲 - 若林充 / 編曲 - 佐藤準 / 歌 - momo
※第3話では挿入歌としても使用。
挿入歌「If」（第6話、第7話）
作詞 - Funta7 / 作曲 - Funta3 / 編曲 - 草野よしひろ / 歌 - 玉川茉莉（中島愛）

### 各話リスト
| 話数   | サブタイトル                             | 脚本     | 絵コンテ     | 演出            | 作画監督   | 私とドラッカー | 放送日         |
| ------ | ---------------------------------------- | -------- | ------------ | --------------- | ---------- | -------------- | -------------- |
| 第1話  | みなみは『マネジメント』と出会った       | 藤咲淳一 | 浜名孝行     | 石井久志        | 植田実     | 上田惇生       | 2011年 4月25日 |
| 第2話  | みなみはマーケティングに取り組んだ       | 櫻井圭記 | 新留俊哉     | 新留俊哉        | 永島明子   | 上田惇生       | 4月26日        |
| 第3話  | みなみは人の強みを生かそうとした         | 藤咲淳一 | 松澤建一     | 松澤建一        | 田畑昭     | 志村なるみ     | 4月27日        |
| 第4話  | みなみはイノベーションに取り組んだ       | 櫻井圭記 | 浜名孝行     | 安藤貴史        | 窪田康高   | 長谷川滋利     | 4月28日        |
| 第5話  | みなみは過去の高校野球を捨てた           | 櫻井圭記 | 石井久志     | 石井久志        | 小村方宏治 | 飯島延浩       | 4月29日        |
| 第6話  | みなみは戦略と現状について考えた         | 藤咲淳一 | 福島宏之     | 寺澤伸介        | 澤田譲治   | 笠原健治       | 5月2日         |
| 第7話  | みなみは成果について考えた               | 藤咲淳一 | きみやしげる | きみやしげる    | 吉川真帆   | 堀田力         | 5月3日         |
| 第8話  | みなみはマネジメントのあるべき姿を考えた | 櫻井圭記 | 浜名孝行     | 安藤貴史        | 沼津雅人   | 為末大         | 5月4日         |
| 第9話  | みなみは大切なものをなくした             | 藤咲淳一 | 新留俊哉     | 新留俊哉        | 永島明子   | 富野由悠季     | 5月5日         |
| 第10話 | みなみは高校野球に感動した               | 藤咲淳一 | 浜名孝行     | 浜名孝行 小林敦 | 宮川智恵子 | 岩崎夏海       | 5月6日         |

### 放送局
| 放送地域 | 放送局             | 放送期間                                                       | 放送日時                  |
| -------- | ------------------ | -------------------------------------------------------------- | ------------------------- |
| 日本全域 | NHK総合            | 2011年4月25日 - 5月6日                                         | 月曜 - 金曜 22:55 - 23:20 |
| 日本全域 | NHK総合            | 2011年4月29日 - 6月17日                                        | 木曜 24:15 - 24:40        |
| 日本全域 | キッズステーション | 2011年6月27日 - 7月1日（2話分放送）                            | 月曜 - 金曜 21:00 - 21:52 |
| 日本全域 | キッズステーション | 2011年7月1日 - 7月29日（2話分 週替り放送）                     | 金曜 22:00 - 22:54        |
| 日本全域 | キッズステーション | 2011年8月7日（5話一挙放送 前編）・8月14日（5話一挙放送 後編）  | 日曜 21:00 - 23:22        |
| 日本全域 | キッズステーション | 2011年10月1日（5話一挙放送 前編）・10月8日（5話一挙放送 後編） | 土曜 12:00 - 14:20        |
| 日本全域 | キッズステーション | 2012年1月1日（全話一挙放送）                                   | 日曜 5:00 - 10:00         |
| 日本全域 | NHK Eテレ          | 2011年10月1日 - 12月3日                                        | 土曜 17:55 - 18:20        |

| NHK総合テレビ 木曜24:15枠                                                     | NHK総合テレビ 木曜24:15枠                         | NHK総合テレビ 木曜24:15枠                                 |
| 前番組                                                                        | 番組名                                            | 次番組                                                    |
| ----------------------------------------------------------------------------- | ------------------------------------------------- | --------------------------------------------------------- |
| 恋する日本語 （2011年1月13日 - 3月10日）                                      | もしドラ （2011年4月28日 - 6月16日）              | 笑・神・降・臨（第4シリーズ） （2011年7月14日 - 9月29日） |
| NHK Eテレ 土曜17:55枠                                                         |                                                   |                                                           |
| バクマン。 （第1シリーズ再放送） （2011年4月9日 - 9月24日） ※ 18:00 - 18:25枠 | もしドラ （2011年10月1日 - 12月3日） ※Eテレ初放送 | 日常 （2012年1月7日 - 3月24日）                           |

### 原作からの主な相違点
- みなみが『マネジメント』がビジネス書だと気付いた理由が、夕紀の指摘から。
- お見舞い面談で文乃から本音を聞きだす前に、夕紀が「洗礼」を受けておらず、「優等生」が禁句であることを知らなかった。
- チーム制練習で最下位になったチームにグラウンド整備のペナルティが加えられた。
- 最終話の終盤で夕紀の幻が、みなみの前に現れるなど、ストーリーとセリフの変更もなされている。

### 関連番組
- 2011年3月下旬に予定されていた放送に先立ち、特番として『もっと「もしドラ!」〜アニメでわかるドラッカー〜』が2011年3月10日に放送された。ドラッカーの理論を実践している著名人からのコメントや、アニメの見所で構成。出演は上田惇生、飯島延浩、志村なるみ、為末大、堀田力、西本智実、長谷川滋利、富野由悠季、岩崎夏海。
- 各話の本編放送後のミニ番組として、著名人からのコメントにみなみと慶一郎のちびキャラによるナレーションが入った『私とドラッカー』が放送されている。登場人物は上記参照。

### Webラジオ
『TVアニメもしドラ 「程高放送部 〜もしドラジオ〜」』のタイトルでアニメイトTVにて配信された（隔週月曜更新）。
パーソナリティ
- 日笠陽子（川島みなみ 役）
- 花澤香菜（宮田夕紀 役）

配信期間
- 2011年2月28日 - 10月24日（全17回）

ゲスト
- #2,5 azusa（OP歌手）
- #2,7 momo（ED歌手）
- #6 仲谷明香（北条文乃 役）
- #8 陶山章央（柏木次郎 役）

ラジオCD
| 発売日       | タイトル                                             | 発売元           |
| ------------ | ---------------------------------------------------- | ---------------- |
| 2011年9月7日 | TVアニメ「もしドラ」DJCD『程高放送部~もしドラジオ~』 | ポニーキャニオン |

### アニメコミック
上記漫画版と別に、アニメ版の映像を使ったアニメコミックが、小学館のWebコミックサイト、クラブサンデーにて2011年4月26日から配信されており、これをまとめた単行本が同年6月1日に発売されている。webコミックはそれに伴って配信を終了している。発売元は小学館。

#### アニメコミック版スタッフ
- 原作  -  岩崎夏海
- アニメーション制作  -  プロダクションI.G
- 構成  -  飯塚裕之（iS Creative）

#### 配信リスト
| 話数   | サブタイトル                             | 配信開始日        |
| ------ | ---------------------------------------- | ----------------- |
| 第1話  | みなみは『マネジメント』と出会った       | 2011年4月26日配信 |
| 第2話  | みなみはマーケティングに取り組んだ       | 2011年4月29日配信 |
| 第3話  | みなみは人の強みを生かそうとした         | 2011年5月3日配信  |
| 第4話  | みなみはイノベーションに取り組んだ       | 2011年5月6日配信  |
| 第5話  | みなみは過去の高校野球を捨てた           | 2011年5月10日配信 |
| 第6話  | みなみは戦略と現状について考えた         | 2011年5月13日配信 |
| 第7話  | みなみは成果について考えた               | 2011年5月17日配信 |
| 第8話  | みなみはマネジメントのあるべき姿を考えた | 2011年5月20日配信 |
| 第9話  | みなみは大切なものをなくした             | 2011年5月24日配信 |
| 第10話 | みなみは高校野球に感動した               | 2011年5月27日配信 |

### アニメコミック版単行本
| 発売日       | タイトル                                                               | ISBN                   |
| ------------ | ---------------------------------------------------------------------- | ---------------------- |
| 2011年6月1日 | もし高校野球の女子マネージャーがドラッカーの『マネジメント』を読んだら | ISBN 978-4-09-179120-7 |

### キャラクターソング
2011年5月25日にポニーキャニオンから発売されたシングル。ジャケットには 玉川茉莉がプリントされている。
収録曲
（全編曲：草野よしひろ）
1. If [4:08]
作詞：Funta7、作曲：Funta3
  - テレビアニメ『もし高校野球の女子マネージャーがドラッカーの『マネジメント』を読んだら』挿入歌
2. Ready Go! [4:17]
作詞：瀬名恵、作曲：上田晃司
3. If（Inst,）
4. Ready Go!（Inst,）

### サウンドトラック
2011年8月3日にポニーキャニオンから発売されたアルバム。
収録サウンド
| #   | タイトル                       | 作詞 | 作曲・編曲 |
| --- | ------------------------------ | ---- | ---------- |
| 1.  | 「夢ノート (TV-size)」         |      |            |
| 2.  | 「みなみの笑顔」               |      |            |
| 3.  | 「タッチミー」                 |      |            |
| 4.  | 「ライラック・マインド」       |      |            |
| 5.  | 「ひかりの道」                 |      |            |
| 6.  | 「On The Road」                |      |            |
| 7.  | 「One More Out」               |      |            |
| 8.  | 「フルロック・ターン」         |      |            |
| 9.  | 「程高の魂」                   |      |            |
| 10. | 「待合室で…」                  |      |            |
| 11. | 「ドラッカーの軌跡」           |      |            |
| 12. | 「みなみのひらめき」           |      |            |
| 13. | 「海への回想」                 |      |            |
| 14. | 「星になれれば」               |      |            |
| 15. | 「裕之助の苦悩」               |      |            |
| 16. | 「イノベーション・シュプール」 |      |            |
| 17. | 「パワープレイ」               |      |            |
| 18. | 「甲子園への道」               |      |            |
| 19. | 「スリーフィート・ライン」     |      |            |
| 20. | 「重い砂」                     |      |            |
| 21. | 「101球目の恐怖」              |      |            |
| 22. | 「破られた約束」               |      |            |
| 23. | 「気まずい星出」               |      |            |
| 24. | 「スコアボードを見るな!」      |      |            |
| 25. | 「Poping Fly」                 |      |            |
| 26. | 「コミカル・ポカーン」         |      |            |
| 27. | 「陽ふたたび」                 |      |            |
| 28. | 「シルエット・グリーン」       |      |            |
| 29. | 「調和と葛藤」                 |      |            |
| 30. | 「みなみの笑顔 (Guitar Ver.)」 |      |            |
| 31. | 「切ない迷路」                 |      |            |
| 32. | 「旅立つ夕紀」                 |      |            |
| 33. | 「オレンジの瞳」               |      |            |
| 34. | 「夢ノート (Brass Band Ver.)」 |      |            |
| 35. | 「灼熱下の応援」               |      |            |
| 36. | 「If (Brass Band Ver.)」       |      |            |
| 37. | 「大好きだよ (TV-size)」       |      |            |

### モバイル用コンテンツ
Production I.Gの開発にてiPhone向けの公式Twitterの最新情報配信と起動時に登場人物のあいさつを収録しているアプリ「もしドラ伝言板」が無料で提供。同社からはボイス付フォトクロックアプリも販売された。他、各社で携帯電話端末向けの「もしドラ」きせかえアプリ等が販売。現在はいずれも配信終了している。

## 映画
2011年6月4日に東宝系で公開の青春ストーリー映画。監督は田中誠。総合プロデュースをAKB48の総合プロデューサーでもある秋元康が手がける。
川島みなみ役の前田敦子は本作が映画初主演となり、映画出演も『那須少年記』（2008年）以来3年ぶりとなる。また、川島みなみのモデルとなった峯岸みなみも北条文乃役で出演する。
キャッチコピーは「私たちの青春は、一冊の本から始まった。」。

### スタッフ（映画）
- 総合プロデュース - 秋元康
- エグゼクティブプロデューサー - 濱名一哉、吉田正樹
- 企画プロデューサー - 森川真行
- プロデューサー - 大原真人、渡邊義行、渡辺敬介、石塚清和
- ラインプロデューサー - 鈴木嘉弘
- 監督・脚本 - 田中誠
- 原作・脚本 - 岩崎夏海
- 音楽 - 服部隆之
- 撮影 - 中山光一
- 照明 - 市川徳充
- 美術 - 小泉博康
- 録音 - 小原善哉
- 編集 - 大永昌弘
- スクリプター - 吉田久美子
- テクニカルプロデューサー - 大屋哲男
- VFXスーパーバイザー - 道木伸隆
- 助監督 - 塩入秀吾
- 製作担当 - 齋藤大輔
- 企画監修 - 吉田正樹事務所
- 製作協力 - 東宝映画
- 製作プロダクション - ファインエンターテイメント
- 製作 - 『もしドラ』製作委員会（TBSテレビ、電通、東宝、ファインエンターテイメント、吉田正樹事務所、毎日放送、秋元康事務所、中部日本放送、AKS、太田プロダクション、キングレコード、ダイヤモンド社、ワタナベエンターテインメント、RKB毎日放送、TBSラジオ&コミュニケーションズ、北海道放送）
- 配給 - 東宝

### 音楽
全楽曲の作詞は秋元康
主題歌「Everyday、カチューシャ」
作曲・編曲：井上ヨシマサ、歌 - AKB48
挿入歌「Flower」
作曲・編曲：若田部誠、歌 - 前田敦子

### 製作
2010年12月13日に映画化することが発表された。2011年1月上旬にクランクインし、2月中旬までにクランクアップ。

### ロケ地
メインの程久保高校のロケーション撮影は、茨城県高萩市の旧・茨城県立高萩工業高等学校で行われた。大泉洋・瀬戸康史・前田敦子・峯岸みなみからは、高萩工業高校の統合先である茨城県立高萩清松高等学校にサイン色紙が送られた。また、同県稲敷市の茨城県立江戸崎総合高等学校でもロケが行われている。
原作の舞台となった東京都日野市については、アニメ版では高幡不動尊や日野市立病院をはじめとする市内各所の描写が多いものの、映画版については終盤に高幡台団地（程久保駅東部）が使われたのみである。なお、この高幡台団地のロケ地は、著者が程久保高校のモデルとして構想した日野市立夢が丘小学校が至近に位置する。

### 公開・反響
2011年6月4日に全国320スクリーンで公開され、2011年6月4日・5日の初日2日間で興収1億8,073万5,100円、動員14万2,592人になり映画観客動員ランキング（興行通信社調べ）で初登場第3位となった。
一方、同日公開の『パラダイス・キス』に話題が集中したこともあり、一部報道では「早くも失速」との批評もあった。

### テレビ放映
2012年8月22日にTBS系で地上波初放送された。視聴率は、9.9%。

### 批評
映画評論家の町山智浩はTwitter上で、「半年後にはゴミになる作品」と発言し、それを見た田中監督から「見ていないのに批評しているのではないか」といった指摘を受けて、「映画を見てから評価すべきでした」とすぐに謝罪している。
鑑賞後は、「後半にマネージャーが何もしていない、大泉洋が変化するだけ、最後にマネージャーが活躍する工夫が欲しい」「アイドル映画の最大の目的はアイドルを輝かせることなのに、この映画ではあっちゃんが輝く瞬間が全然与えられていない」「映画にするからには顧客を楽しませなければならないのに、娯楽性が薄く商品としての問題性がある。嬉しさ・楽しさ・笑い・恋愛・スリル・サスペンスのない素うどんのような映画」などと批評し、似たストーリーの映画『がんばれ!ベアーズ』を良い例として紹介した。

### ソフト化
2011年12月21日に発売。Blu-rayとDVDでリリース。発売元はTBS、販売元はキングレコード。
- もし高校野球の女子マネージャーがドラッカーの『マネジメント』を読んだら 通常版（DVD1枚組）
  - 音声特典
    - オーディオコメンタリー1（前田敦子×瀬戸康史×峯岸みなみ×監督：田中誠）
    - オーディオコメンタリー2「ドラッカー談義」（岩崎夏海×監督：田中誠）
- もし高校野球の女子マネージャーがドラッカーの『マネジメント』を読んだら PREMIUM EDITION（2枚組、ブルーレイとDVDでリリース・初回限定生産）
  - ディスク1：本編ディスク
    - コメンタリー特典
      - コメンタリー1（DVD通常版と同様・ブルーレイ版はビジュアルコメンタリー（BONUS VIEW対応）、DVD版はオーディオコメンタリーで収録）
      - コメンタリー2（DVD通常版と同様・オーディオ版のみ）

  - ディスク2：特典DVD
    - メイキングドキュメント：Directed by 入江悠
    - ナビゲート番組〜出演者座談会
    - 映画公開初日舞台挨拶 東京・六本木〜大阪・梅田
    - 大ヒット祈願イベント密着映像
    - もしドラVFXの世界
    - 主要キャストインタビュー
    - 宣伝スポット全パターン〜特報からTVスポット映像まで〜

  - 封入特典
    - 劇場上映生フィルム（5コマ）
    - 特製ブックレット（23P）

  - スコアブック型パッケージ仕様

### サウンドトラック（映画）
- 映画 もし高校野球の女子マネージャーがドラッカーの「マネジメント」を読んだら オリジナル・サウンドトラック SMD jutaku 2011年6月1日発売

### ムック
- 「もし高校野球の女子マネージャーがドラッカーの『マネジメント』を読んだら」Official　Visual Book 2011年5月28日発売 角川メディアハウス
キャストへのインタビュー、フォトギャラリーやメイキング、製作スタッフと原作者のインタビューを収録。